# Roy Jay Glauber
Roy Jay Glauber (n. 1 septembrie 1925, New York City, New York, SUA – d. 26 decembrie 2018, Massachusetts, SUA) a fost un fizician american, laureat al Premiului Nobel pentru Fizică în 2005 pentru contribuția sa la teoria cuantică a coerenței optice.Glauber a primit jumătate din premiu, cealaltă fiind acordată lui John Hall și Theodor Hänsch.

## Biografie
S-a născut la 1 septembrie 1925 la New York, ca fiu al Feliciei (Fox) Emanuel B. Glauber. A absolvit în anul 1941 Scoala superioară de științe de la Bronx și a continuat cu studiile la Universitatea Harvard, de unde peste un an a fost recrutat să lucreze în cadrul proiectului Manhatten, la Los Alamos, unde având doar 18 ani era cel mai tânăr cercetător. A fost implicat în calculul masei critice a bombei atomice. După doi ani a revenit la Harvard, unde și-a luat bacalaureatul în anul 1946, îar în anul 1949 doctoratul sub conducerea lui Julian Schwinger. A locuit la Arlington, Massachusetts. A decedat în 26 decembrie, 2018 la Newton, Massachusetts.

## Creația științifică
Domeniile de cercetare ale lui Glauber au fost: comportamentul cuantic mecanic al pachetelor de unde capcană, interacția luminii (fotonilor)  cu ioni-capcană,număratul atomilor- proprietățile statistice a fascicolelor de atomi liberi,  metode algebrice în statistica Fermi, coerența și corelațiile ale atomilor Bose la pragul condensării Bose, teoria monitorizării contine ale număratului fotonilor, părecum și reacția acestora asupra sursei de fotoni, "salturile cuantice", transportul reyonant al particulelor produse în ciocniri ultra-relativiste multiple, modele de difracție multiplă a ciocnirilor proton-proton și proton-antiproton.  
Recent a fors preocupat de optica cuantică, adică de interacția luminii (fotonilor) cu materia la nivel microscopic.

## Distincții, onoruri
- Medalia Alfred Michelson a Institutului Franklin din Filadelfia (1985)[22]
- Premiul Max Born al societății optice din America (1985)
- Premiul Dannie Heinemann al Societății Americane de fizică în domeniul fizicii matematice (1996)
- Medalia de aur al Consiuliului Spaniol pentru cercetare științifică [23]
- Membru din  străinătate a Societății Regale de la Londra (1997)